# أندرو راي
أندرو راي (بالإنجليزية: Andrew Ray)‏ هو ممثل بريطاني، ولد في 31 مايو 1939 في المملكة المتحدة، وتوفي في 20 أغسطس 2003 بلندن في المملكة المتحدة بسبب نوبة قلبية.

## وصلات خارجية
- أندرو راي على موقع IMDb (الإنجليزية)
- أندرو راي على موقع ألو سيني (الفرنسية)
- أندرو راي على موقع أول موفي (الإنجليزية)
- أندرو راي على موقع قاعدة بيانات برودواي على الإنترنت (الإنجليزية)
- أندرو راي على موقع قاعدة بيانات الأفلام السويدية (السويدية)
- أندرو راي على موقع قاعدة بيانات الفيلم (الإنجليزية)
- أندرو راي على موقع كينوبويسك (الروسية)